# フェリーはちのへ (初代)
フェリーはちのへは、東日本フェリーとシルバーフェリー（川崎近海汽船）が共同運航していたフェリー。本項目では1979年就航の初代を取り扱う。

## 概要
東日本フェリーとシルバーフェリーの共有船として、今治造船今治工場で建造され、1979年11月3日に就航した。
フェリーはちのへ (2代)の就航により、1988年に引退した。
その後、海外売船され、韓国の韓一高速（Han Il Express）で、HANIL CAR FERRY NO.2として、莞島 - 済州航路に就航した。 
2004年11月にフィリピンのスルピシオ・ラインズに売却され、PRINCESS OF THE EARTHとして就航した。
さらに2014年7月にはトランスアジア・シッピング・ラインに売却され、TRANS ASIA 10としてセブ - カガヤン・デ・オロ航路に就航している。

### 航路
シルバーフェリー
- 八戸港（八太郎地区3号埠頭） - 苫小牧港（苫小牧西港フェリーターミナル）

本船の就航により、シルバーフェリーは1日2便体制に増便された。就航当初はシルバークイーン (初代)と、1982年9月以降はシルバークイーン2と運航されていた。

## 設計
海外売船後に船体後部などに船室を増設する改造を受けている。